# Acélminőségek
Az acélminőség megadásával a gyártó bizonyos tulajdonságokat garantál, amelyek a kiindulási anyag összetételétől és hőkezeltségi állapotától függenek. Acélminőségek jelölési rendszereit a különböző acélok osztályozására szabványügyi szervezetek dolgozták ki, mechanikai tulajdonságok és vegyi összetétel alapján. Világszerte a hasonló acélok esetében különböző jelölési módszereket alkalmaznak. Az Európai Unióban, így Magyarországon is az acélminőség jelölését az MSZ EN 10027-1 és MSZ EN 10027-2 szabvány határozza meg.

## Az acélminőségek jele

EN 10027-1 acélminőség jelölésrendszer.

Az "MSZ EN 10027-1:2017 Acélok jelölési rendszere. 1. rész: Az acélminőségek jele" szabvány az acélok rövid jelölését tartalmazza mechanikai tulajdonságok és vegyi összetétel alapján. 

### Felhasználás és mechanikai tulajdonságok szerinti meghatározás
A mechanikai tulajdonságot mutató rövid jel fő jelekből és kiegészítő jelekből épül fel, meghatározott sorrendben:
1. Kezdőjel: amennyiben az anyag öntvény, egy 'G' jelzi a rövidjel előtt.
2. Fő jel: egy betű, a meghatározó alkalmazási terület alapján.
3. Fő tulajdonságjel: a fő tulajdonság garantált értéke (leggyakrabban folyáshatár MPa-ban).
4. Kiegészítő tulajdonság jel: egy adott tulajdonság garantált értéke (pl.: ütőmunka).
5. Kiegészítő jel: egy kiegészítő tulajdonságot ad meg.

Az alábbi táblázat fő jeleket tartalmaz:
| Fő jel | Megnevezés                       | Mechanikai tulajdonság      | Részletek |
| ------ | -------------------------------- | --------------------------- | --- |
| S      | Szerkezeti acél                  | legkisebb folyáshatár       | |
| P      | Nyomástartó felhasználásra       | legkisebb folyáshatár       | |
| L      | Csővezetékekhez                  | legkisebb folyáshatár       | |
| E      | Gépacélok                        | legkisebb folyáshatár       | |
| B      | Betonacélok                      | jellemző folyáshatár        | |
| Y      | Előfeszített betonszerkezetekhez | legkisebb szakítószilárdság | |
| R      | Sínacélok                        | legkisebb folyáshatár       | |
| H      | Hidegen hengerelt lapos termék   | legkisebb folyáshatár       | Ha T követi, akkor a megadott mechanikai tulajdonság szakítószilárdságot jelent                                   |
| D      | Lapos termék hidegalakításra     |                             | C hidegen, D melegen hengerelt, X elő nem írt állapotú termékek                                                   |
| T      | Ónozott termékek                 |                             | T egyszeresen hengerelt, Rockwell-keménység (HR 30 Tm) Kétszeresen hengerelt termék esetében névleges folyáshatár |
| M      | Elektrotechnikai acél            |                             | Szám = 100 x Wattveszteség W/kg-ban                                                                               |

#### Kiegészítő tulajdonság jel
A fő jel után kiegészítő tulajdonság jel is meghatározható, leggyakrabban az ütőmunka megadott hőmérsékleten mért értékét mutatják:
| Ütőmunka     | Ütőmunka       | Hőmérséklet      | Hőmérséklet              |
| Ütőmunka jel | Ütőmunka érték | Hőmérséklet jele | Vizsgálati hőmérséklet   |
| ------------ | -------------- | ---------------- | ------------------------ |
| J            | 27 J           | R                | 20 °C (Szobahőmérséklet) |
| K            | 40 J           | O                | 0 °C                     |
| L            | 60 J           | 2                | -20 °C                   |
|              |                | 3                | -30 °C                   |
| 4            | -40 °C         |                  |                          |
| 5            | -50 °C         |                  |                          |
| 6            | -60 °C         |                  |                          |

### Vegyi összetétel alapján
A vegyi összetételt mutató rövid jel felépítése a következő:
1. Kezdőjel: amennyiben az anyag öntvény, egy 'G' jelzi a rövidjel előtt.
2. Főjel: ha legalább egy ötvöző mennyisége meghaladja az 5%-ot, akkor 'X', szénacélok esetében 'C'.
3. A széntartalom jel: a széntartalom középértékének százszorosa.
4. Ötvözők vegyjele: az ötvözők vegyjele mennyiség szerint csökkenő sorrendben.
5. Összetétel: az ötvözők mennyiségének középértéke, koncentráció megszorozva szorzótényezővel.

Szorzótényezők az egyes elemekre:
- 4: Cr, Co, Mn, Ni, Si, W
- 10: Al, Be, Cu, Mo, Nb, Pb, Ta, Ti, V, Zr
- 100: Ce, N, P, S
- 1000: B

#### Kiegészítő jel
Mindkét jelölési mód után következhet kiegészítő jel, ami más, például hőkezeltségi jellemzőket mutathat. Néhány gyakran alkalmazott hőkezeltségi állapot:
| Jel | Állapot               |
| --- | --------------------- |
| A   | Lágyítva              |
| QT  | Nemesített            |
| N   | Normalizált           |
| SR  | Feszültségmentesített |
| C   | Hidegen alakított     |
| U   | Kezeletlen            |

## Számrendszer
Az "MSZ EN 10027-2:2015 Acéljelölési rendszerek. 2. rész: Számrendszer" szabvány a számjelölés rendszerét tartalmazza. Ez egy kevésbé szemléletes, ugyanakkor egységes jelölési rendszer, ami nem csak az acélokat tartalmazza. 
A számjel felépítése a következő: X.YYZZ
Ahol X az anyagcsoport száma (acélok esetében 1), YY a minőségi csoport száma és ZZ a csoporton belüli sorszám.
Az acél minőségi csoportokat az alábbi táblázat tartalmazza:
| Jel               | Típus                                       |
| Ötvözetlen acélok | Ötvözetlen acélok                           |
| ----------------- | ------------------------------------------- |
| 00 & 90           | Alapacélok                                  |
| 0x & 9x           | Minőségi acélok                             |
| 1x                | Nemesacélok                                 |
| Ötvözött acélok   |                                             |
| 2x                | Szerszámacélok                              |
| 3x                | Különféle acélok                            |
| 4x                | Rozsdamentes és hőálló acélok               |
| 5x – 8x           | Szerkezeti, nyomástartóedény-, és gépacélok |
| 08 & 98           | Különleges fizikai tulajdonságú acélok      |
| 09 & 99           | Egyéb célú acélok                           |

## Összehasonlítás
Az alábbi táblázat összehasonlítja az egyes anyagok különböző szabványok szerinti jelöléseit.
| EN számjel                  | EN rövid jel                      | SAE        | UNS        | DIN                                                           | BS 970                                | UNI                                       | JIS                                 |
| Szénacélok                  | Szénacélok                        | Szénacélok | Szénacélok | Szénacélok                                                    | Szénacélok                            | Szénacélok                                | Szénacélok                          |
| --------------------------- | --------------------------------- | ---------- | ---------- | ------------------------------------------------------------- | ------------------------------------- | ----------------------------------------- | ----------------------------------- |
| 1.1141 1.0401 1.0453        | C15D C18D                         | 1010 1018  |            | CK15 C15 C16.8                                                | 040A15 080M15 080A15 EN3B             | C15 C16 1C15                              | S12C S15 S15CK S15C                 |
| 1.0503 1.1191 1.1193 1.1194 | C45                               | 1045       |            | C45 CK45 CF45 CQ45                                            | 060A47 080A46 080M46                  | C45 1C45 C46 C43                          | S45C S48C                           |
| 1.0726 1.0727               | 35S20 45S20                       | 1140/1146  |            | 35S20 45S20                                                   | 212M40 En8M                           |                                           |                                     |
| 1.0715 1.0736               | 11SMn37                           | 1215       |            | 9SMn28 9SMn36                                                 | 230M07 En1A                           | CF9SMn28 CF9SMn36                         | SUM 25 SUM 22                       |
| 1.0718 1.0737               | 11SMnPb30 11SMnPb37               | 12L14      |            | 9SMnPb28 9SMnPb36                                             | 230M07 Leaded En1B Leaded             | CF9SMnPb29 CF9SMnPb36                     | SUM 22 SUM 23 SUM 24                |
| Ötvözött acélok             |                                   |            |            |                                                               |                                       |                                           |                                     |
| 1.7218                      |                                   | 4130       |            | 25CrMo4 GS-25CrMo4                                            | 708A30 CDS110                         | 25CrMo4 (KB) 30CrMo4                      | SCM 420 SCM 430 SCCrM1              |
| 1.7223 1.7225 1.7227 1.3563 | 42CrMo4                           | 4140/4142  |            | 41CrMo4 42CrMo4 42CrMoS4 43CrMo4                              | 708M40 708A42 709M40 En19 En19C       | 41CrMo4 38CrMo4 (KB) G40 CrMo4 42CrMo4    | SCM 440 SCM 440H SNB 7 SCM 4M SCM 4 |
| 1.6582 1.6562               | 34CrNiMo6                         | 4340       |            | 34CrNiMo6 40NiCrMo8-4                                         | 817M40 En24                           | 35NiCrMo6 (KB) 40NiCrMo7 (KB)             | SNCM 447 SNB24-1-5                  |
| 1.6543 1.6523               | 20NiCrMo2-2                       | 8620       |            | 21NiCrMo22 21NiCrMo2                                          | 805A20 805M20                         | 20NiCrMo2                                 | SNCM 200 (H)                        |
| Rozsdamentes acélok         |                                   |            |            |                                                               |                                       |                                           |                                     |
| 1.4310                      | X10CrNi18-8                       | 301        | S30100     |                                                               |                                       |                                           |                                     |
| 1.4318                      | X2CrNiN18-7                       | 301LN      |            |                                                               |                                       |                                           |                                     |
| 1.4305                      | X8CrNiS18-9                       | 303        | S30300     | X10CrNiS18-9                                                  | 303S 31 En58M                         | X10CrNiS18-09                             | SUS 303                             |
| 1.4301                      | X2CrNi19-11 X2CrNi18-10           | 304        | S30400     | X5CrNi18-9 X5CrNi18-10 XCrNi19-9                              | 304S 15 304S 16 304S 18 304S 25 En58E | X5CrNi18-10                               | SUS 304 SUS 304-CSP                 |
| 1.4306                      | X2CrNi19-11                       | 304L       | S30403     |                                                               | 304S 11                               |                                           | SUS304L                             |
| 1.4311                      | X2CrNiN18-10                      | 304LN      | S30453     |                                                               |                                       |                                           |                                     |
| 1.4948[forrás?]             | X6CrNi18-11                       | 304H       | S30409     |                                                               |                                       |                                           |                                     |
| 1.4303[forrás?]             | X5CrNi18-12                       | 305        | S30500     |                                                               |                                       |                                           |                                     |
| 1.4401 1.4436               | X5CrNiMo17-12-2 X5CrNiMo18-14-3   | 316        | S31600     | X5CrNiMo17 12 2 X5CrNiMo17 13 3 X5CrNiMo 19 11 X5CrNiMo 18 11 | 316S 29 316S 31 316S 33 En58J         | X5CrNiMo17 12 X5CrNiMo17 13 X8CrNiMo17 13 | SUS 316 SUS316TP                    |
| 1.4404                      | X2CrNiMo17-12-2                   | 316L       | S31603     |                                                               | 316S 11                               |                                           | SUS316L                             |
| 1.4406 1.4429               | X2CrNiMoN17-12-2 X2CrNiMoN17-13-3 | 316LN      | S31653     |                                                               |                                       |                                           |                                     |
| 1.4571                      |                                   | 316Ti      | S31635     | X6CrNiMoTi17-12                                               | 320S 33                               |                                           |                                     |
| 1.4438                      | X2CrNiMo18-15-4                   | 317L       | S31703     |                                                               |                                       |                                           |                                     |
| 1.4541                      |                                   | 321        | S32100     | X6CrNiTi18-10                                                 | 321S 31                               |                                           | SUS321                              |
| 1.4878,[forrás?]            | X12CrNiTi18-9                     | 321H       | S32109     |                                                               |                                       |                                           |                                     |
| 1.4512[forrás?]             | X6CrTi12                          | 409        | S40900     |                                                               |                                       |                                           | SUH409                              |
|                             |                                   | 410        | S41000     |                                                               |                                       |                                           |                                     |
| 1.4016                      |                                   | 430        | S43000     | X6Cr17                                                        | 430S 17                               |                                           | SUS430                              |
|                             |                                   | 440A       | S44002     |                                                               |                                       |                                           |                                     |
| 1.4112[forrás?]             |                                   | 440B       | S44003     |                                                               |                                       |                                           |                                     |
| 1.4125[forrás?]             |                                   | 440C       | S44004     | X105CrMo17                                                    |                                       |                                           | SUS440C                             |
| 1.4104                      |                                   | 430F       | S44020     | X14CrMoS17                                                    |                                       |                                           | SUS430F                             |
| 1.4057                      | X17CrNi16-2                       | 431 X      | S43100     | X16CrNi16                                                     | 431S 29                               |                                           | SUS431                              |
| 1.4539                      | X1NiCrMoCu25-20-5                 | 904L       | N08904     |                                                               |                                       |                                           |                                     |
| 1.4547                      | X1CrNiMoCuN20-18-7                |            | S31254     |                                                               |                                       |                                           |                                     |
| 1.4565                      |                                   | NIT50      | S20910     |                                                               |                                       |                                           |                                     |
|                             |                                   | NIT60      | S21800     |                                                               |                                       |                                           |                                     |
| Szerszámacélok              |                                   |            |            |                                                               |                                       |                                           |                                     |
| 1.2363                      | X100CrMoV5                        | A-2        | T30102     | X100CrMoV51                                                   | BA 2                                  | X100CrMoV5-1 KU                           | SKD 12                              |
|                             |                                   | A-3        | T30103     |                                                               |                                       |                                           |                                     |
|                             |                                   | A-4        | T30104     |                                                               |                                       |                                           |                                     |
|                             |                                   | A-6        | T30106     |                                                               |                                       |                                           |                                     |
|                             |                                   | A-7        | T30107     |                                                               |                                       |                                           |                                     |
|                             |                                   | A-8        | T30108     |                                                               |                                       |                                           |                                     |
|                             |                                   | A-9        | T30109     |                                                               |                                       |                                           |                                     |
| 1.2379                      | X153CrMoV12                       | D-2        |            | X153CrMoV12-1                                                 | BD 2                                  | X155CrVMo12-1                             | SKD 11                              |
| 1.2510                      |                                   | O-1        |            | 100MnCrW4                                                     | Bo 1                                  | 95MnWCr-5 KU                              |                                     |

## Fordítás
- Ez a szócikk részben vagy egészben  a   Steel grades című angol Wikipédia-szócikk ezen változatának fordításán alapul.  Az eredeti cikk szerkesztőit annak laptörténete sorolja fel. Ez a jelzés csupán a megfogalmazás eredetét és a szerzői jogokat jelzi, nem szolgál a cikkben szereplő információk forrásmegjelöléseként.